# Skolernes Skakdag
Skolernes Skakdag (startet 2011) er hjernegymnastikkens svar på Skolernes Motionsdag og afholdes hvert år fredag i uge 6 (før vinterferien mange steder) med en landsfinale i marts måned. 
På Skolernes Skakdag træner eleverne sig selv i at holde fokus, i koncentration og i at tænke fremad under mottoet: "Det skal være sjovt at blive klogere!"  Fredag den 7. februar 2014 deltog 25.086 elever fra 189 skoler.,
Skolernes Skakdag arrangeres af Dansk Skoleskak.